# Péter Nyilasi
Péter Nyilasi (* 18. Oktober 1972) ist ein ehemaliger ungarischer Leichtathlet, der sich auf den Sprint spezialisiert hat.

## Sportliche Laufbahn
Erste internationale Erfahrungen sammelte Péter Nyilasi vermutlich im Jahr 1997, als er bei den Hallenweltmeisterschaften in Paris mit 48,21 s in der ersten Runde im 400-Meter-Lauf ausschied. Im Jahr darauf kam er bei den Europameisterschaften in Budapest mit 47,16 s nicht über die Vorrunde über 400 Meter hinaus und wurde mit der ungarischen 4-mal-400-Meter-Staffel in der Vorrunde disqualifiziert. 1999 kam er bei den Weltmeisterschaften in Sevilla mit der Staffel im Vorlauf nicht ins Ziel und im Jahr darauf gewann er bei den Halleneuropameisterschaften in Gent in 3:09,35 min gemeinsam mit Attila Kilvinger, Zétény Dombi und Tibor Bédi die Bronzemedaille hinter den Teams aus Tschechien und Deutschland. 2003 beendete er dann seine aktive sportliche Karriere im Alter von 31 Jahren.
In den Jahren 1997 und 1998 wurde Nyilasi ungarischer Meister im 400-Meter-Lauf im Freien sowie von 1996 bis 1998 in der Halle.

## Persönliche Bestzeiten
- 400 Meter: 45,53 s, 14. August 1999 in Veszprém
  - 400 Meter (Halle): 47,16 s, 28. Januar 1996 in Budapest